# Rewolucja Klocowa
Rewolucja klocowa (serb.-chorw. balvan revolucija/Балван револуција) – powstanie, które wybuchło 17 sierpnia 1990 r. na obszarach środkowej Chorwacji zamieszkiwanych głównie przez etnicznych Serbów. Było to jedno z wydarzeń, które zapoczątkowało rok pełen spięć i starć, który doprowadził w końcu do wybuchu wojny w Chorwacji i ogłoszenia przez nią niepodległości.

## Blokady
Miejscowi Serbowie, kierowani w główniej mierze przez Milana Babicia i Milana Marticia, ogłosili powstanie w sierpniu 1990 r. Serbskiego Autonomicznego Obwodu Kninskej Krajiny i rozpoczęli blokady dróg łączących Dalmację z resztą Chorwacji. Blokady zostały w większości wykonane z kloców drewna wziętych prosto ze ściętych drzew z pobliskich lasów, dlatego wydarzenie zostało nazwane „Rewolucją Klocową”. Organizatorzy byli także uzbrojeni w nielegalną broń dostarczoną im przez Marticia. Skutkiem tego, że ta operacja została zaplanowana dokładnie w czasie wakacji i doprowadziła do odcięcia Dalmacji od reszty republiki jest to, że miejscowa turystyka odniosła dość duży straty tamtego lata.
Zbuntowana ludność ogłosiła niedługo potem, że są „terroryzowani przez chorwacki rząd” i walczą o więcej praw kulturalnych, językowych i oświatowych dla serbskiej mniejszości w Chorwacji. Wkrótce serbska gazeta „Večernje Novosti” napisała, że „2 miliony Serbów jest gotowych do walki w Chorwacji”. Zachodni dyplomaci byli coraz bardziej zaniepokojeni gorącymi nastrojami w Jugosławii, przy okazji mówiąc o tym, że serbskie media starają się specjalnie podgrzewać emocje. Chorwacki rząd zareagował na te doniesienia ogłaszając, że o wszystkim wcześniej wiedzieli.
W czasie powstania dochodziło do potyczek serbskich ochotników z chorwacką policją. Nocą z 22 na 23 listopada 1990 r. na wzgórzu w pobliżu Obrovaca ostrzelano chorwacki radiowóz i jeden z policjantów, 27-letni Goran Alavanja, Serb z pochodzenia, zmarł z powodu odniesienia 7 ran postrzałowych. Ponadto w tym incydencie uczestniczyło też trzech innych policjantów serbskiej narodowości, którzy zostali podobno zastrzeleni przez rebeliantów, ale ta sprawa nigdy nie została w pełni wyjaśniona. W innym incydencie, który miał miejsce w pobliżu miasta Petrinja, inny chorwacki policjant Josip Božićević w nocy 28 września 1990 r. został postrzelony z broni palnej. Jak się potem okazało w jednej z ujawnionych notatek chorwackiego Ministerstwa Spraw Wewnętrznych, stał się zatem kolejną ofiarą śmiertelną starć.

## Rezultat
21 grudnia 1990 r. gminy Knin, Benkovac, Vojnić, Obrovac, Gračac, Dvor i Kostajnica zgłosiły akces do Serbskiego Obwodu Autonomicznego Krajiny, stając się przy tym pierwszym już oficjalnie zbuntowanym regionem na terenie Chorwacji. Od sierpnia 1990 do kwietnia 1991 roku doszło do ponad 200 zbrojnych incydentów z udziałem serbskich rebeliantów i chorwackiej policji.